# Pedro Pablo Martínez
Pedro Pablo Martínez Ledesma (Junín, 29 de junio de 1875-Perú, ?) fue un general del ejército peruano.

## Biografía
Nació el 29 de junio de 1875 en Junín, hijo de Miguel N. Martínez y de Sebastiana Ledesma. Fue jefe de los regimientos de caballería en el Ministerio de Guerra, inspector de caballería, y jefe del Estado Mayor en 1917. Fue también prefecto del Cusco (1917) y prefecto de Lima (1923). En la Escuela Militar de Chorrillos, fue profesor e instructor en la División Superior, comandante de la sección de caballería aplicada y director de la Escuela de Caballería.
Posteriormente, fue presidente del Centro de Estudios Histórico-Militares del Perú (1945-1946) y ejerció el cargo de alcalde de Lima entre 1949 y 1950 durante el gobierno del presidente Manuel Odría. Además, fue presidente del Club de la Unión y uno de los responsables de gestionar la donación de su actual local institucional en la Plaza de Armas ante el filántropo Víctor Larco Herrera.
Fue oficial de la Legión de Honor de Francia, gran oficial de la Orden al Mérito de Chile, comendador de la Orden del Libertador de Venezuela, cruz de la Orden del Mérito Militar de España y gran oficial de la Orden El Sol del Perú.

## Publicaciones
- El comando en los modernos ejércitos (estados mayores) (1919)
- Páginas militares (1924)
- Haciendo historia (1935)
- La guerra (1941)
- La orden de la legión de honor (1962)
- El Club de la Unión a través de su historia (sus dos épocas) (1965)
- La caballería. Síntesis de su historia y perspectivas de su futuro (1965)
- La historia se repite (1966)

| Precedido por: Luis Gallo Porras | Alcalde Metropolitano de Lima 1949 - 1950 | Sucedido por: Eduardo Dibós Dammert |